# Sydney Super Dome
De Sydney Super Dome (momenteel bekend als de Qudos Bank Arena ) is een grote multifunctionele arena in Sydney, Australië. Het is gelegen in het Olympisch park van Sydney en werd in 1999 voltooid als onderdeel van de faciliteiten voor de Olympische Zomerspelen 2000 .
De ontwikkeling van het stadion maakte deel uit van drie subsites, waaronder ook een parkeerterrein met 3.400 parkeerplaatsen voor een bedrag van A $ 25 miljoen en een plein met externe werkzaamheden, dat ook $ 25 miljoen kostte.
De arena heeft een totale capaciteit van 21.032 met een zit capaciteit van ongeveer 18.200 waardoor de Super Dome de grootste permanente indoor sport- en entertainmentlocatie in Australië is.

## Naamgeving
De arena stond bekend als de Sydney Super Dome vanaf de opening in 1999 tot 11 mei 2006, toen het werd omgedoopt tot Acer Arena, als onderdeel van een deal met naamrechten. De naamrechten zijn vervolgens gekocht door Allphones. De naam veranderde dus naar de Allphones Arena op 1 september 2011. Sinds 11 april 2016 staat de locatie bekend als Qudos Bank Arena (genoemnd naar Qudos Bank ).